# 양추 (후한)
양추(楊醜, ? ~ 198년 또는 199년?)는 후한 말기의 무장이다. 대사마 장양의 부장이다.

## 모반
장양은 평소에 동향인 여포와 교분이 있었기 때문에, 건안 3년(198년), 조조가 여포를 공격하여 팽성을 함몰하고 하비로 몰아붙이자, 장양은 여포를 구원하려고 했다. 양추는 장양을 살해하고 조조에게 호응했으나, 장양의 부장 수고에게 살해당했다. 양추가 장양을 살해한 시기는 장양의 살해자를 밝힌 기록들에서는 건안 4년(199년)으로 밝히고 있으나, 《후한서》 본기에서는 장양의 살해자를 구체적으로 명시하지 않고 건안 3년(198년) 11월로 기록하였으며, 《자치통감》은 이에 따랐다.